# Turismo de masas

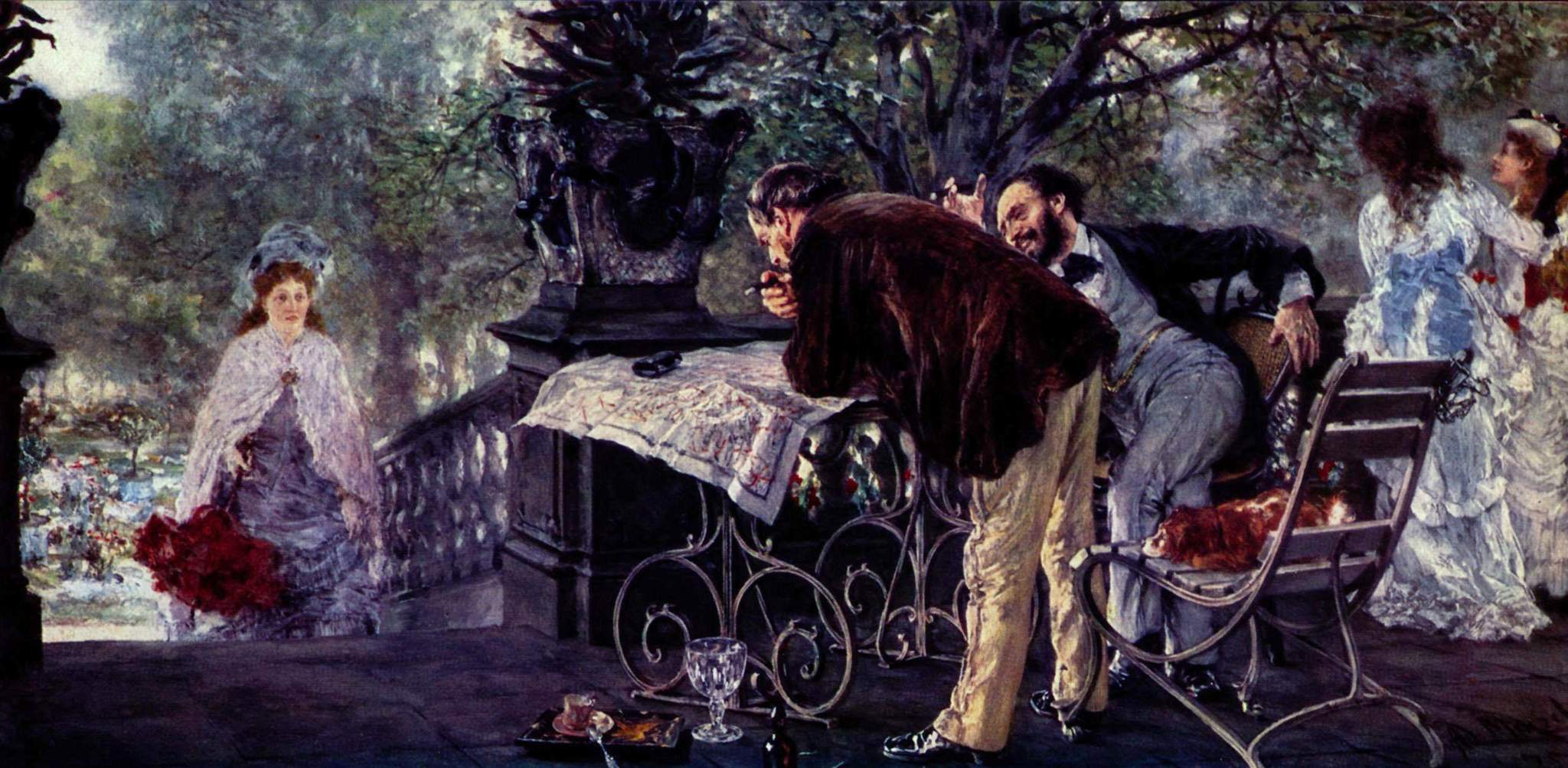
Reisepläne (planificación de viajes) de Adolph Menzel (1875)

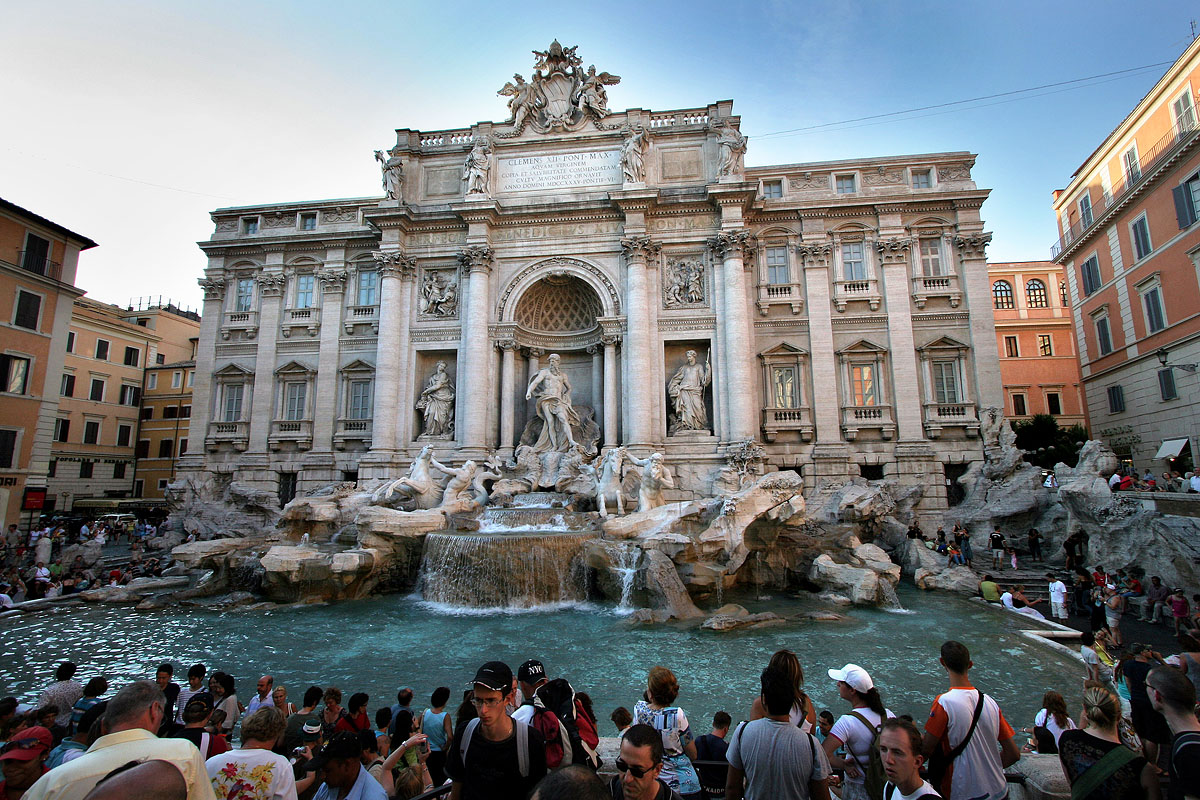
Turismo de masas en la Fontana di Trevi en Roma

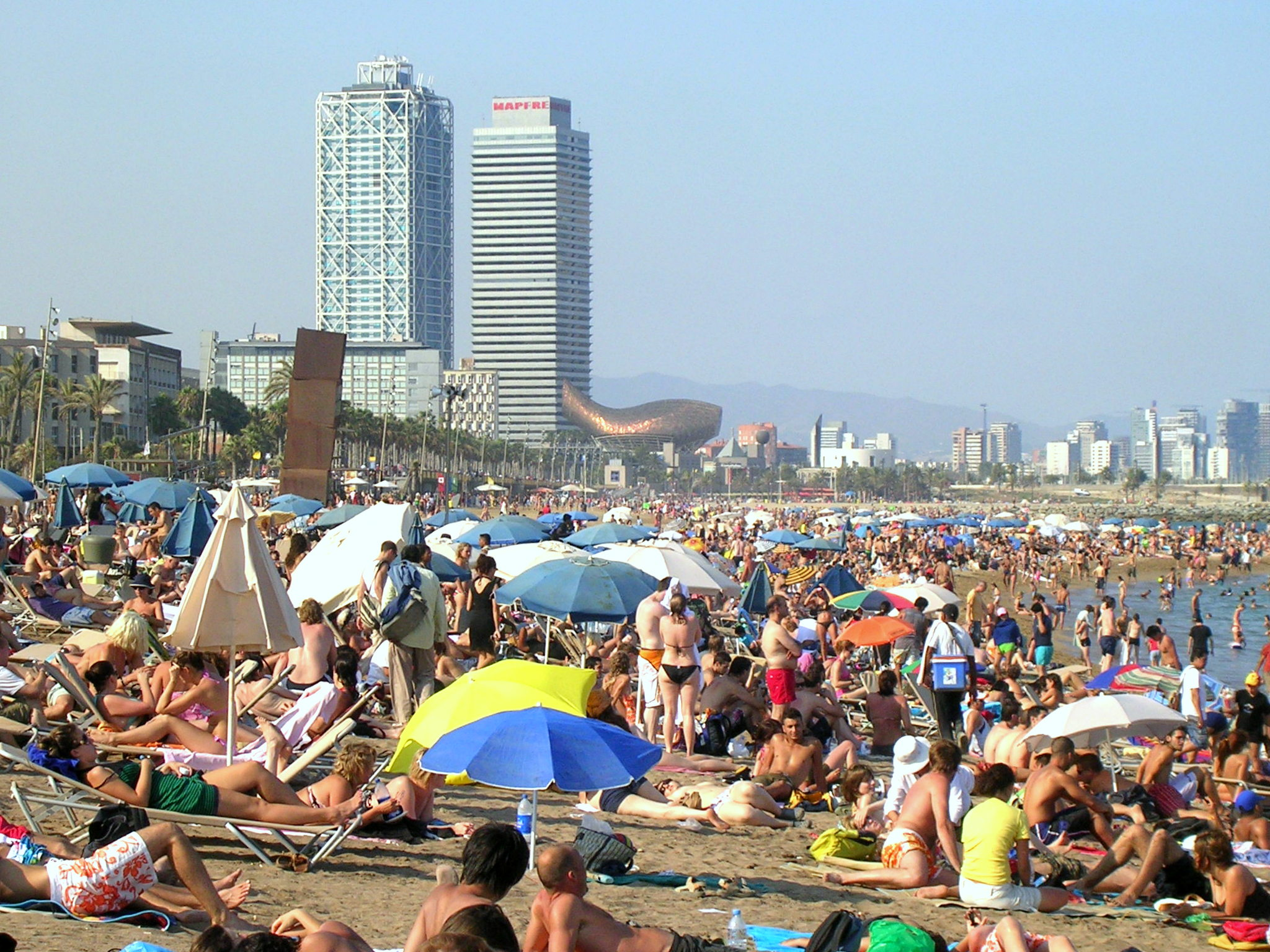
Turistas en la costa de Barcelona, 2007

El turismo de masas implica viajes grupales planificados previamente, generalmente organizados por entidades que operan en el sector turístico. Esta forma de turismo se desarrolló durante la segunda mitad del siglo XIX en el Reino Unido y fue introducida por Thomas Cook. Cook aprovechó la red ferroviaria en rápida expansión de Europa y creó una empresa que ofrecía a la gente común (la "masa") excursiones y viajes de un día asequibles, así como vacaciones más largas en Europa continental, India, Asia y el resto del  hemisferio occidental (estos últimos reservados para clientes más ricos). En 1890, más de 20.000 turistas viajaban al año con Thomas Cook & Son.
La relación entre las empresas de turismo, los operadores de transporte y los hoteles es una característica central del turismo de masas. Cook pudo ofrecer precios por debajo del precio anunciado de transporte y hoteles porque su compañía había comprado una gran cantidad de boletos en los ferrocarriles. Una forma contemporánea de turismo de masas es el paquete turístico, elaborado por un operador turístico, que incorpora la asociación entre transporte, hoteles y restaurantes.
El viaje se desarrolló a principios del siglo XX y fue facilitado por el desarrollo de los automóviles y más tarde por los aviones. Las mejoras en el transporte permitieron a muchas personas trasladarse rápidamente a lugares de interés para pasar su tiempo libre, y más personas pudieron comenzar a disfrutar de los beneficios de las vacaciones.
En Europa continental, los primeros balnearios fueron: Heiligendamm, creado en 1793 en el Mar Báltico, la primera playa organizada, Ostende, popularizada por los habitantes de Bruselas, Boulogne-sur-Mer y Deauville frecuentada por los parisinos y Taormina en Sicilia . En los Estados Unidos de América, se crearon los primeros resorts de estilo europeo en Atlantic City, Nueva Jersey y Long Island, en el estado de Nueva York.
Desde mediados del siglo XX, las costas del Mediterráneo se convirtieron en el principal destino del turismo de masas. Las décadas de 1960 y 1970 vieron al turismo de masas jugar un papel importante en el desarrollo del turismo en España, Italia y Grecia.

## Consecuencias

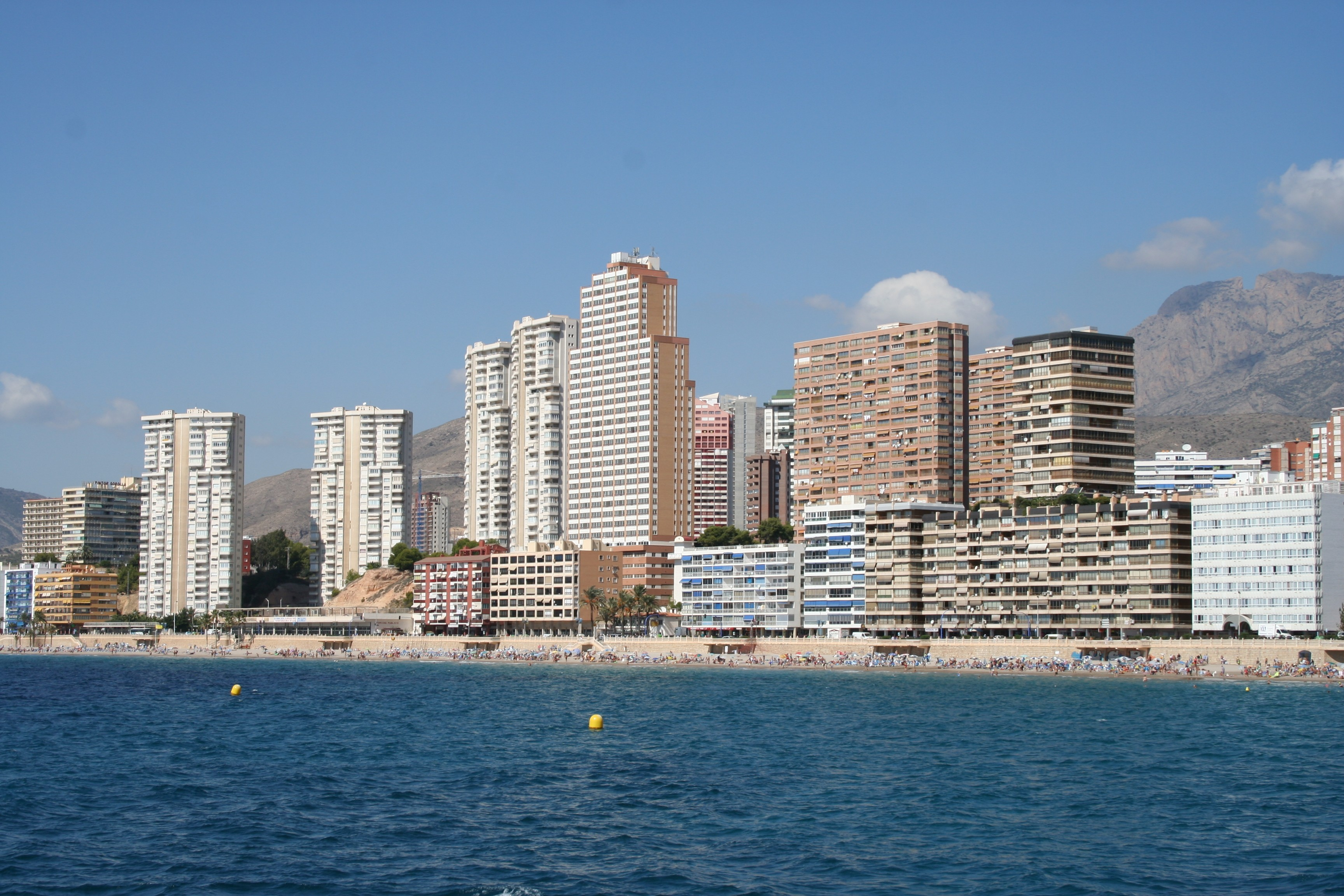
Benidorm (España), símbolo del turismo de masas.

El turismo de masas a menudo tiene repercusiones negativas en la población local y el medio ambiente. Se producen residuos en masa y se requiere un gran consumo de electricidad y agua. El agua, un bien escaso en los atractivos países cálidos, se desperdicia especialmente en los grandes complejos hoteleros, en detrimento de las poblaciones locales (agua corriente, riego, etc. ). En promedio, en las regiones tropicales, se consumen 27 litros de agua por día por habitante en comparación con 100 litros por día por turista. En la orilla del mar, esta agua a menudo se bombea directamente desde el nivel freático, lo que regularmente origina el hundimiento del suelo y la infiltración de arena de la playa, que llena los vacíos subterráneos formados. En tal caso, las playas afectadas tienden a desaparecer, lo que reduce la afluencia turística.
Los múltiples medios de transporte utilizados por los viajeros contribuyen a la emisión de dióxido de carbono y gases de efecto invernadero. Miles de aviones turísticos aterrizan y despegan (el turismo representa el 60% del tráfico aéreo), los autobuses turísticos viajan diariamente, así como los cruceros que viajan a lo largo de las costas (un crucero produce 7 000 toneladas de residuos por año).
El turismo de masas ejerce fuertes impactos sobre el aire o el agua. Por ejemplo, Along Bay está muy amenazada por la contaminación. Este lugar atrae cada vez a más barcos contaminantes. En 2019, el destino atrajo a 15.000 visitantes por día, el doble que en 2016. Los barcos y los turistas dejan muchos residuos a lo largo de su camino. Pulmón de la industria turística del país, este lugar también se ha convertido en un ejemplo negativo del turismo de masas.
Los cruceros son cada vez más populares y transportan 20 millones de pasajeros en todo el mundo y 80.000 en Italia cada año. No obstante, también son un tipo de transporte muy contaminante, ya que tienen un impacto significativo en las emisiones totales de dióxido de carbono del sector turístico y, además, son causa de la destrucción de los sistemas marinos. De hecho, los peces, moluscos y arrecifes de coral pueden morir por exceso de nitrógeno y fósforo, causado por las aguas residuales de los barcos. La principal causa de contaminación es el combustible, que es el fuelóleo. Es un poco menos costoso que el diésel, pero más contaminante.
Se han detectado efectos negativos en los animales salvajes, a partir de autofotos tomadas por algunos animales y notificadas por la ONG World Animal Protection.
En varias ciudades, han surgido movimientos antiturismo que denuncian el turismo masivo, el cual tiene un impacto en la vida cotidiana de los lugareños, que ya no tienen suficiente espacio para vivir. Estos movimientos de rechazo seguirán desarrollándose, con eventos como "El turista vuelve a casa" ya existiendo en Barcelona, Venecia o Dubrovnik. Esta tendencia solo aumentará como forma de desacuerdo y hostilidad. Toma formas aún más violentas en el marco de regionalismos en el País Vasco o Córcega, con carteles de: "El País Vasco no se vende".
Las manifestaciones de la población han tenido lugar en diferentes ciudades y podrían desembocar en algunos movimientos, que a su vez podrían tener una influencia política como es el caso de Cataluña, en el que existe un movimiento secesionista de España. Durante el referéndum, el turismo había caído: "el número de visitantes extranjeros se ha reducido en casi un 5% desde el referéndum sobre la independencia el 1 de octubre".
El turismo de masas produce "efectos extremadamente divisivos en la población local: por un lado, la gente se enriquece y, por otro, sufre, es proletarizada y marginada".
El turismo aporta su parte de impacto sobre la población local, que ya no encuentra su lugar en las grandes ciudades ocupadas. Se han observado fenómenos debidos al turismo de masas, como la prostitución infantil y adulta (comúnmente llamado turismo sexual), el desplazamiento de poblaciones para dar paso a proyectos inmobiliarios en el sector hotelero, el auge de la delincuencia y el narcotráfico.
En los últimos años, el auge del turismo de masas se ha convertido en una fuente de inspiración para artistas, por ejemplo para Banksy.
El 22 de mayo de 2019, durante la Bienal de Venecia, el artista callejero británico instaló un puesto de pintura al óleo en la famosa Piazza San Marco. Sin embargo, al no haber sido invitado, fue destituido por los carabineros . Sin embargo, pudo exhibir una serie de pinturas que representaban un enorme transatlántico lleno de turistas ocultando los monumentos más famosos de Venecia.
El artista, al parecer, también aprovechó su presencia en Venecia para realizar una plantilla en la pared del palacio Ca 'Foscari, que representa a un joven refugiado con chaleco salvavidas.

## Regulación turística
La primera vez que las potencias mundiales intentaron regular el turismo fue en 1925, entre las dos guerras mundiales, cuando el turismo se consideraba un problema de tráfico. Numerosos países europeos crearon el Congreso Internacional de Asociaciones Oficiales de Tráfico Turístico para minimizar los trámites aduaneros para los turistas. La Organización Mundial del Turismo nació de esta pequeña oficina.
Nueve años después, el turismo se recalibró en un informe de propaganda o relaciones públicas centrado en difundir información sobre dónde y cómo viajar. En esta encarnación, la oficina pasó a llamarse Unión Internacional de Organizaciones de Turismo de Propaganda . Finalmente, tras la Segunda Guerra Mundial, se decidió que el turismo alcanzaría el nivel de relaciones gubernamentales que requería la coordinación de agencias turísticas de varios países, como la Oficina Nacional de Turismo de Francia y la Agencia Nacional de Turismo de Italia.
Para limitar las diversas repercusiones del turismo de masas, es posible adoptar medidas fijando cuotas en cuanto al número de personas que pueden acceder a los sitios turísticos, estableciendo tarifas de acceso para los sitios más frecuentados, el establecimiento de regulaciones inmobiliarias que permitan la supervisión de la construcción de hoteles, incluidos los nuevos edificios, así como la expansión de los existentes, incluso mediante el establecimiento de normas que prohíban la construcción de hoteles en determinadas ciudades y lugares. Establecer medidas estrictas para viviendas estilo Airbnb, hostales, intercambio de casas y otros, así como prescribir restricciones en el acceso a segundas residencias. En Barcelona, una ley sobre la cantidad de plazas disponibles (actualmente estimada en unas 175.000) conocida como "Plan Especial de Alojamientos Turísticos" regula la concesión de permisos tanto a nivel de hotel como de apartamento. Se pueden contemplar otras medidas de control como visados de entrada, gestión del flujo (tiempos de acceso estrictos) y control del transporte aéreo, terrestre y marítimo.

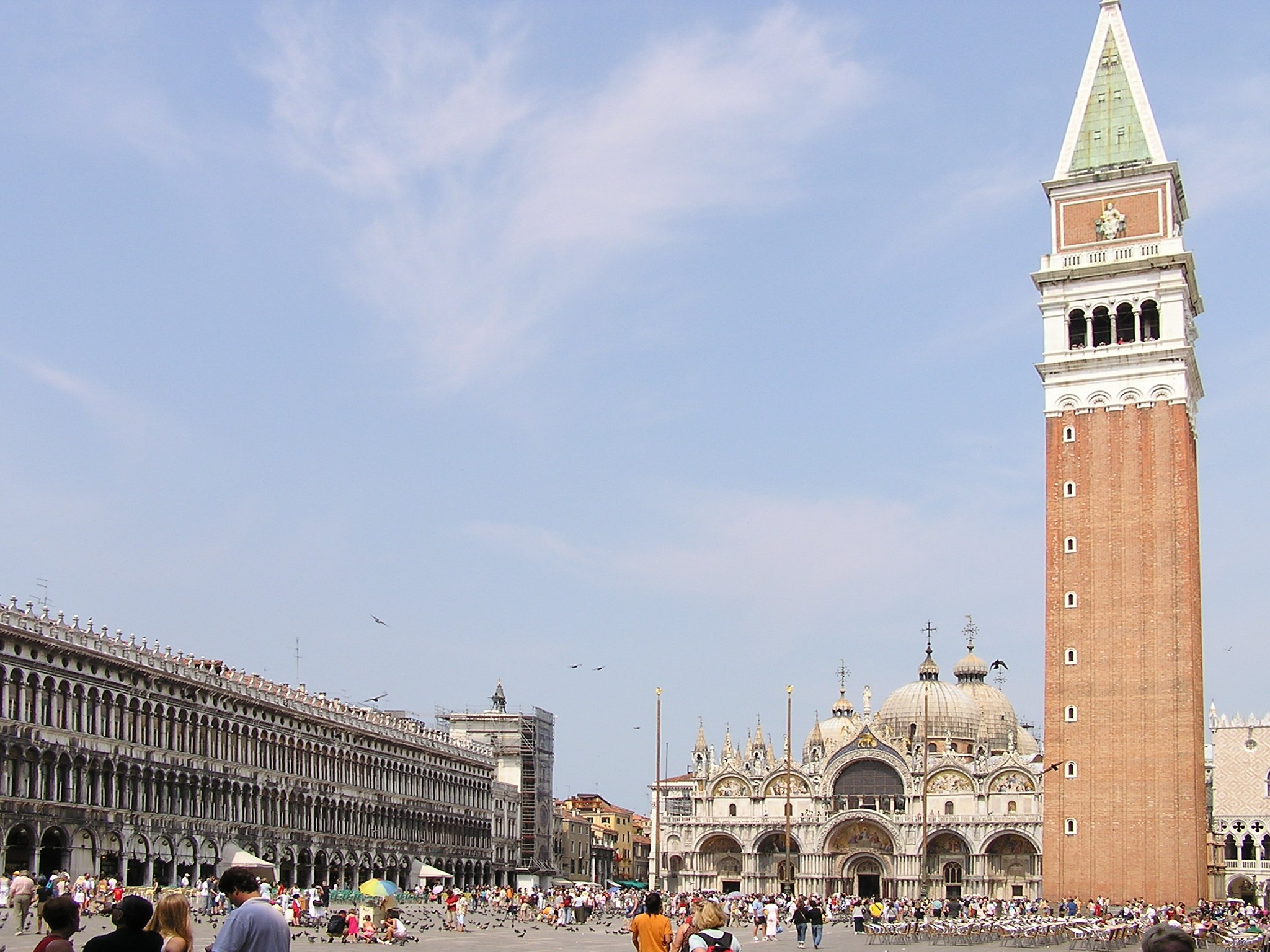
Plaza de San Marcos en Venecia, un lugar muy visitado por el turismo internacional.

Venecia, que recibe más de treinta millones de visitantes al año, ha prohibido la creación de nuevos hoteles en el centro de la ciudad desde 2017, estableciendo una cuota de 20.000 personas presentes en la Plaza de San Marcos durante el carnaval y durante algunas vacaciones y el cierre de algunas carreteras y etapas de aterrizaje. En 2019, se introdujo una tasa de acceso de 3 euros por día que a partir de enero de 2020 variará entre 3 y 10 euros en temporada alta y está incluida en los billetes de tren o avión. Bañarse en el Gran Canal de Venecia, en una de las fuentes de Roma o hacer un picnic en las escaleras de la Catedral de Florencia cuesta al menos 500 euros de multa. En Cerdeña, muchas playas han limitado el acceso a entre 300 y 1.000 personas por día, que deben pagar una tarifa de entrada de entre 1 y 10 euros. El Ayuntamiento de Edimburgo, Escocia, ha incluido un impuesto de 2 libras por noche para todas las reservas, incluyendo Airbnb. Ámsterdam ha establecido un límite de 30 días al año en el alquiler de alojamientos amueblados para turistas, ha prohibido la apertura de nuevas tiendas de souvenirs y ha excluido los coches turísticos del centro de la ciudad. París está considerando esta última medida y limita los alquileres tipo Airbnb. En Grecia, las autoridades limitaron la llegada de cruceros a la isla de Santorini . En 2018, Filipinas cerró durante seis meses la isla de Boracay, un pequeño rincón del paraíso convertido en "fosa séptica", según el presidente del país, debido a la influencia del turismo masivo.